# También la lluvia
También la lluvia es un película dramática-histórica de 2010 dirigida por Icíar Bollaín. Rodada en Bolivia, es una película coproducida internacionalmente por compañías de España, México y Francia. Es el quinto largometraje de Bollaín y el primero que no escribe ella, sino que parte de un guion de Paul Laverty, guionista habitual del británico Ken Loach, además de compañero y padre de los tres hijos de la cineasta madrileña. La trama se centra en la producción de un film integrado por un director mexicano (Gael García Bernal), un productor ejecutivo español (Luis Tosar) y un grupo de actores que viajan a Bolivia para rodar una película que describe la colonización española de América. Los miembros del equipo de filmación español se encuentran inesperadamente en una crisis moral cuando llegan a Cochabamba durante la intensificación de la Guerra del agua, mientras que Daniel (Juan Carlos Aduviri), un actor indígena clave en la filmación, se involucra cada vez más en el conflicto.
El 15 de septiembre de 2010 fue preseleccionada para representar a España en los Óscar junto a Lope y Celda 211, resultando elegida. También ha sido preseleccionada a los premios Ariel. Ha participado en el Festival Internacional de Cine de Toronto, en la sección Contemporary World Cinema, y fue ganadora del Festival de Cine Latinoamericano de Utrecht en 2011. Fue la película encargada de abrir la 55.ª Semana Internacional de Cine de Valladolid.
Sobre la película, la directora afirmó: «No es una película intimista, pero sí creo que es de personajes, y en eso se parece mucho a las anteriores mías, pero más grande, con una parte de época y otra del presente en la que narra acontecimientos sociales que pasaron en Bolivia, pero al final es una historia en torno a dos personas, sobre todo de una, Costa, el productor, que hace un viaje personal de madurez, de compromiso personal.»

## Argumento
Costa, un descreído productor de cine, y Sebastián, joven e idealista realizador, trabajan juntos en un proyecto ambicioso que van a rodar en Bolivia. La cinta que van a filmar tratará sobre la llegada de los españoles a América poniendo el acento en la brutalidad de su empresa y en el coraje de varios miembros de la iglesia que se enfrentaron con palabras a las espadas y las cadenas. Pero Costa y Sebastián no pueden imaginar que en Bolivia, donde han decidido instalar su Santo Domingo cinematográfico, les espera un desafío que les hará tambalearse hasta lo más profundo. Tan pronto como estalla la Guerra del Agua (abril de 2000) las convicciones de uno y el desapego del otro comienzan a resquebrajarse, obligándoles a hacer un viaje emocional en sentidos opuestos.

## Realidad y ficción
El alcalde y el gobierno boliviano se equivocaron al insistir en una presa costosa e innecesaria. Pero el problema más grande era que las tarifas del agua de Semapa [la empresa municipal de servicio público] habían sido demasiado bajas durante demasiado tiempo, lo que privaba al sistema de inversiones. Si las tarifas se hubieran aumentado antes, más recursos habrían estado disponibles para mejorar el servicio. Estos fallos gemelos significaban que cualquier nuevo contrato, público o privado, estaba destinado a dar lugar a incrementos de precios inaceptables.
The Economist

También la lluvia es una película dentro de otra película. Narra el rodaje de un filme de época en torno al mito de Cristóbal Colón, al que pocos pintan como en realidad fue: un hombre obsesionado por el oro, cazador de esclavos y represor de etnias. En un contexto basado en hechos reales del año 2000, cuando la población de una de las naciones más pobres de Sudamérica se levantó contra una poderosa multinacional estadounidense y recuperó un bien básico: el agua. Las protestas de trabajadores y campesinos, las huelgas y manifestaciones dejaron aislada durante días y días, después de que la compañía norteamericana Bechtel intentara subir de manera disparatada el precio del agua. La dimensión de la protesta fue tal que Bechtel abandonó el mercado boliviano, el contrato del agua quedó cancelado y se instaló una nueva compañía bajo control público. En 2005, la mitad de las 600.000 personas en Cochabamba seguían sin agua y los demás solo recibían un servicio intermitente (algunos por tan solo tres horas al día). Óscar Olivera, principal figura de las protestas, admitió: "Tendría que decir que no estábamos preparados para construir nuevas alternativas".

## Producción
Icíar Bollaín se ha enfrentado a su película más ambiciosa. Rodada en Bolivia, en la selva del Chapare y en la ciudad de Cochabamba, el filme es una gran producción que ha contado 4.000 extras en total, de ellos cerca de 300 indígenas, un equipo de 130 personas y más de 70 localizaciones, casi todas ellas en exteriores.

## Recepción

### Crítica
La película fue bien recibida por parte de la crítica, la página web Sensacine.com recopiló un total de 7 críticas españolas sobre ella recibiendo una nota media de 3,5 sobre 5. Por su parte, la página web Rotten tomatoes recopiló un total de 47 críticas estadounidenses sobre ella siendo el 89% (42) positivas y recibiendo una nota media de 7,2 sobre 10, mientras que Allociné recopiló un total de 17 críticas francesas sobre ella recibiendo una nota media de 3,21 sobre 5. La película recaudó un total de USD 5.810.330 /(4.368.760 euros) frente a un presupuesto de 5 millones de euros.

### Palmarés cinematográfico
XXV edición de los Premios Goya
| Categoría                     | Persona                                             | Resultado |
| ----------------------------- | --------------------------------------------------- | --------- |
| Mejor película                | Mejor película                                      | Nominada  |
| Mejor directora               | Icíar Bollaín                                       | Nominada  |
| Mejor actor protagonista      | Luis Tosar                                          | Nominado  |
| Mejor actor de reparto        | Karra Elejalde                                      | Ganador   |
| Mejor actor revelación        | Juan Carlos Aduviri                                 | Nominado  |
| Mejor guion original          | Paul Laverty                                        | Nominado  |
| Mejor música original         | Alberto Iglesias                                    | Ganador   |
| Mejor montaje                 | Ángel Hernández Zoido                               | Nominado  |
| Mejor dirección de producción | Cristina Zumárraga                                  | Ganadora  |
| Mejor diseño de vestuario     | Sonia Grande                                        | Nominada  |
| Mejor maquillaje y peluquería | Karmele Soler Paco Rodríguez                        | Nominados |
| Mejor sonido                  | Emilio Cortés Nacho Royo-Villanova Pelayo Gutiérrez | Nominados |
| Mejores efectos especiales    | Gustavo Harry Farias Juanma Nogales                 | Nominados |

66.ª edición de las Medallas del Círculo de Escritores Cinematográficos
| Categoría              | Persona               | Resultado |
| ---------------------- | --------------------- | --------- |
| Mejor película         | Mejor película        | Ganadora  |
| Mejor director         | Icíar Bollaín         | Ganadora  |
| Mejor actor            | Luis Tosar            | Nominado  |
| Mejor actor secundario | Karra Elejalde        | Ganador   |
| Mejor guion original   | Paul Laverty          | Ganador   |
| Mejor fotografía       | Álex Catalán          | Ganador   |
| Mejor montaje          | Ángel Hernández Zoido | Nominado  |
| Mejor música           | Alberto Iglesias      | Ganador   |

## Reparto
| Actor/Actriz           | Personaje                           |
| ---------------------- | ----------------------------------- |
| Luis Tosar             | Costa, productor ejecutivo          |
| Gael García Bernal     | Sebastián, director en la película  |
| Juan Carlos Aduviri    | Daniel/Hatuey                       |
| Karra Elejalde         | Antón/Cristóbal Colón               |
| Carlos Santos          | Alberto/Fray Bartolomé de las Casas |
| Raúl Arévalo           | Juan/Fraile Montesino               |
| Cassandra Ciangherotti | María, asistente de Sebastián       |
| Melena Soliz           | Belén, hija de Daniel               |
| Leónidas Chiri         | Teresa, esposa de Daniel            |
| Ezequiel Díaz          | Bruno                               |

## Lecturas sugeridas
Lennon, Paul Joseph; Egan, Caroline (2019). «Conversion and Colonial History in Icíar Bollaín’s También la lluvia (2010)». Bulletin of Hispanic Studies 96 (9): 935-952. doi:10.3828/bhs.2019.56. Consultado el 16 de octubre de 2019. (enlace roto disponible en Internet Archive; véase el historial, la primera versión y la última).